# Michele Cataudella
Michele Cataudella (Licata, 8 ottobre 1923 – Portici, 9 luglio 2013) è stato un filologo e critico letterario italiano.

## Biografia
Nato a Licata (Ag), ma vissuto a Palermo, Savona, Messina, Napoli, conseguì la laurea in Lettere Classiche nel 1945. Insegnò per alcuni anni nei licei di Napoli, fra cui il Liceo classico Jacopo Sannazaro, mentre perfezionava gli studi anche a Firenze, dove Luigi Russo lo notò e lo invitò a collaborare alla rivista Belfagor. A Napoli fu per breve tempo assistente di Salvatore Battaglia e quindi assistente di ruolo di Carlo Salinari, presso l'Università degli studi di Salerno dove percorse l'intera carriera universitaria, tenendo le cattedre di Letteratura Italiana e di Storia della grammatica e della lingua.
È stato Presidente dell'Istituto Nazionale di Studi sul Rinascimento Meridionale, fondato da Mario Santoro, fino al 2012. Nel Comitato Scientifico dell'Istituto italiano per gli studi filosofici, di Gerardo Marotta, e membro della Società di Studi sul XVIII secolo, nel Consiglio direttivo e nel Comitato Scientifico di varie riviste specializzate, fra cui Periferia, Esperienze Letterarie, Rinascimento meridionale, ha diretto una collana di critica letteraria per le Edizioni Scientifiche Italiane.
I suoi scritti, molto numerosi, seppure particolarmente indirizzati su tre settori cronologici (area rinascimentale, area dell'Illuminismo settecentesco, area del primo e secondo Ottocento) attraversano anche altri periodi fino ad includere il Novecento, ma omogenea appare la sua intenzione critica, fondata sul rapporto intrinseco fra cultura e forme letterarie. Tra i suoi lavori filologici spiccano l'edizione critica, con introduzione e note, di un testo inedito di Niccolò Tommaseo, Un affetto: memorie politiche, Roma, Edizioni di storia e letteratura, 1974, Il sognatore italiano di Gasparo Gozzi, Bologna, Commissione per i testi di lingua, 1975 e l'edizione critica delle Vitae, pars prior di Paolo Giovio 1984. Tra gli altri scritti si ricordano Prose narrative di Tommaseo (Milano, Longanesi, 1975) e La festa di Venere di Saverio Scrofani (Palermo, Sellerio, 2004).
Giovanni Salanitro fu uno dei suoi allievi più noti. 

## Opere principali
- Nozioni di metrica storica, Napoli, Liguori, 1963.
- Il romanzo storico italiano, Napoli, Liguori, 1964.
- Forma letteraria e cultura d'opposizione, Salerno, Società Editrice Salernitana, 1974.
- La forma del comico nella letteratura italiana, Salerno, R. Reggiani, 1982.
- Il teatro tragico del Rinascimento: dal canone aristotelico alla maniera, Sarno, Arianna, 1988.